# Torata
Torata es una localidad peruana capital del distrito homónimo ubicado en la provincia de Mariscal Nieto en el departamento de Moquegua.  Se encuentra a una altitud de 2195 m s.n.m. Tenía una población de 830 hab. en 2017.

## Clima
| Parámetros climáticos promedio de Torata | Parámetros climáticos promedio de Torata | Parámetros climáticos promedio de Torata | Parámetros climáticos promedio de Torata | Parámetros climáticos promedio de Torata | Parámetros climáticos promedio de Torata | Parámetros climáticos promedio de Torata | Parámetros climáticos promedio de Torata | Parámetros climáticos promedio de Torata | Parámetros climáticos promedio de Torata | Parámetros climáticos promedio de Torata | Parámetros climáticos promedio de Torata | Parámetros climáticos promedio de Torata | Parámetros climáticos promedio de Torata |
| Mes                                      | Ene.                                     | Feb.                                     | Mar.                                     | Abr.                                     | May.                                     | Jun.                                     | Jul.                                     | Ago.                                     | Sep.                                     | Oct.                                     | Nov.                                     | Dic.                                     | Anual                                    |
| ---------------------------------------- | ---------------------------------------- | ---------------------------------------- | ---------------------------------------- | ---------------------------------------- | ---------------------------------------- | ---------------------------------------- | ---------------------------------------- | ---------------------------------------- | ---------------------------------------- | ---------------------------------------- | ---------------------------------------- | ---------------------------------------- | ---------------------------------------- |
| Temp. máx. media (°C)                    | 22                                       | 22                                       | 22                                       | 22                                       | 22                                       | 22                                       | 22                                       | 22                                       | 23                                       | 23                                       | 22                                       | 22                                       | 22.2                                     |
| Temp. media (°C)                         | 16.3                                     | 16.3                                     | 16                                       | 15.1                                     | 14                                       | 13                                       | 12.7                                     | 13.3                                     | 14.2                                     | 14.8                                     | 15.5                                     | 16                                       | 14.8                                     |
| Temp. mín. media (°C)                    | 9.5                                      | 10                                       | 9.5                                      | 8                                        | 7                                        | 7                                        | 6                                        | 7                                        | 7                                        | 8                                        | 8                                        | 9                                        | 8                                        |
| Fuente: climate-data.org                 |                                          |                                          |                                          |                                          |                                          |                                          |                                          |                                          |                                          |                                          |                                          |                                          |                                          |

## Lugares de interés
- Campiña Torateña[5]
- Cerro Baúl[6]
- Los molinos de piedra de Torata[7]
- Cataratas de Mollesaja[7]